# Гилен Максвел
 Гилен Ноел Мерион Максвел (енгл. Ghislaine Noelle Marion Maxwell, хебр. גיליין מקסוול) је бивша британска присталица високог друштва и осуђена сексуална преступница.  Проглашена је кривом за трговину децом у сврху сексуалне експлоатације и друга кривична дела у вези са преминулим финансијером и осуђеним сексуалним преступником Џефријем Епстином 2021. године. Године 2022. осуђена је на савезном суду у Њујорку на двадесет година затвора.
Рођена у Француској и одрасла у Оксфорду, у Енглеској, похађала је колеџ Балиол у Оксфорду 1980-их и постала истакнута чланица лондонске друштвене сцене. Максвел је радила за свог оца, Роберта Максвела, до његове смрти 1991. године, затим се преселила у Њујорк, где је наставила да живи као присталица високог друштва и имала везу са Епстином. Максвел је 2012. године основала непрофитни пројекат „TerraMar Project” за заштиту океана. Након што су тужиоци подигли оптужбе за трговину људима у сврху сексуалне експлоатације против Епстина у јулу 2019. године, организација је истог месеца објавила престанак рада. Максвел је натурализована држављанка САД и задржала је и француско и британско држављанство.
Максвел је ухапшена и оптужена од стране савезне владе Сједињених Држава у јулу 2020. године за кривична дела привођења малолетника и трговине малолетним девојчицама у сврху сексуалне експлоатације, у вези са њеном повезаношћу са Епстином као његовим регрутером. Одбијена јој је кауција због ризика од бекства, а судија је изразио забринутост због њених „потпуно непрозирних“ финансија, њене вештине да се крије и чињенице да Француска не изручује своје држављане. Осуђена је по пет од шест тачака оптужнице, укључујући једну за трговину малолетницом у сврху сексуалне експлоатације, у децембру 2021. године. Суочава се са другим кривичним суђењем због две тачке оптужнице за лагање под заклетвом о Епстиновом злостављању малолетних девојчица.

## Почеци
Гилен Максвел је рођена 25. децембра 1961. године у Мезон Лафиту, Ил де Франс, Француска, као девето и најмлађе дете Елизабет (рођене Мејнар), научнице француског порекла, и Роберта Максвела (рођеног Јан Лудвик Хајман Бенјамин Хох), власника британских медија чехословачког порекла. Њен отац је био из јеврејске породице, а мајка је била хугенотског (француског протестантског) порекла. Максвел је рођена два дана пре саобраћајне несреће у којој је њен петнаестогодишњи брат Мајкл остао у коми све до своје смрти 1967. године. Њена мајка је касније размишљала да је несрећа утицала на целу породицу и претпоставила је да је Гилен показивала знаке анорексије још док је била мало дете.
Током детињства, Максвел је живела са породицом у Оксфорду у Хедингтон Хил Холу, у вили са 53 собе, где су се налазиле и канцеларије Пергамон Преса, издавачке куће коју је водио њен отац. Њена мајка је рекла да су сва њена деца одгајана као англиканци. Максвел је прво студирала у Оксфордској средњој школи за девојчице у Северном Оксфорду, а затим је, са девет година, уписана у припремну школу Едгарли Хол у Сомерсету, а затим у школу Хедингтон са тринаест година. Похађала је Марлборо колеџ да би се припремила за А-нивое, пре него што је стекла диплому из модерне историје са језицима на Балиол колеџу у Оксфорду 1985. године.
Максвел је имала блиски однос са својим оцем и наводно је била његова омиљена. Према Татлеру, Максвел се сећала да је њен отац инсталирао рачунаре у Хедингтону 1973. године и да је њен први посао био обука за коришћење програмског кода Wang 2200. Тајмс је објавио да јој отац није дозвољавао да доводи своје момке кући или да буде виђена са њима јавно, након што је почела да похађа Оксфордски универзитет.

## Каријера
Максвел је била истакнута чланица лондонске друштвене сцене током 1980-их. Основала је женски клуб назван по оригиналном Кит-Кет клубу] и била је директорка Фудбалског клуба Оксфорд Јунајтед док је њен отац био власник.[30] Такође је радила у часопису „The European“, који је основао њен отац. Према речима Тома Бауера, који пише за „The Sunday Times“, Роберт ју је 1986. године позвао на именовање своје нове јахте „Lady Ghislaine“ у њену част, у бродоградилишту у Холандији. Крајем 1980-их провела је доста времена на јахти, која је била опремљена ђакузијем, сауном, теретаном и дискотеком. „Scotsman“ је рекао да је Роберт такође „кројио њујоршку компанију по мери“. The Scotsman said Robert had also "tailor-made a New York company for her". Компанија, која се бавила корпоративним поклонима, није била профитабилна.
Сандеј тајмс је објавио да је Максвел одлетела у Њујорк 5. новембра 1990. године како би у име свог оца испоручила коверту која је, њој непознато, била део „завере коју је покренуо њен отац да украде 200 милиона долара“ од акционара Берлица.
Након што је Роберт Максвел купио „New York Daily News” у јануару 1991. године, послао је Гилен у Њујорк да делује као његов изасланик. У мају 1991. године, Максвел и њен отац су Конкордом пословно отпутовали у Њујорк, одакле је он убрзо отишао у Москву и оставио је да заступа његове интересе на догађају у част Симона Визентала.
У новембру 1991. године, тело Роберта Максвела пронађено је како плута у мору близу Канарских острва и јахте „Лејди Гилен”. Убрзо након тога, Гилен је одлетела на Тенерифе, где је јахта била усидрена, како би се позабавила својом пословном папирологијом.  Присуствовала је сахрани свог оца у Јерусалиму заједно са израелским обавештајним званичницима, председником Хаимом Херцогом и премијером Јицаком Шамиром, који је одржао његов говор на сахрани.  Иако је забележена пресуда о смрти случајним утапањем, Максвел је од тада рекла да верује да јој је отац убијен, коментаришући 1997. године: „Није извршио самоубиство. То једноставно није било у складу са његовим карактером. Мислим да је убијен.“ Након његове смрти, утврђено је да је Роберт Максвел преварантски присвојио пензијску имовину Mirror Group Newspapers, компаније коју је водио и у којој је имао велики удео власништва, како би подржао цену њених акција. Наводно је нестало преко 400 милиона фунти пензионих фондова, а погођено је 32.000 људи. Два Максвелова брата, Ијан и Кевин, који су били највише укључени са својим оцем у свакодневне пословне односе, ухапшени су 19. јуна 1992. године и оптужени за превару у вези са скандалом са пензијама компаније Миррор Груп. Браћа су ослобођена три и по године касније, у јануару 1996. године.
Максвел се преселила у Сједињене Државе 1991. године, убрзо након очеве смрти. Максвел је добијала годишњи приход од 80.000 фунти (што је еквивалентно 216.935 фунти у 2023. години) из фонда који је њен отац основао у Лихтенштајну..  До 1992. године, преселила се у стан иранског пријатеља са погледом на Централ парк. У то време, Максвел је радила у канцеларији за некретнине на Медисон авенији и наводно се дружила са познатим личностима. Брзо је стекла шири значај као присталица високог друштва у Њујорку.

## Однос са Џефријем Епстином
Извештаји се разликују о томе када је Максвел први пут упознала америчког финансијера Џефрија Епстина. Према речима Епстиновог бившег пословног партнера, Стивена Хофенберга, Роберт Максвел је упознао своју ћерку са Епстином крајем 1980-их. ] Тајмс је известио да је Максвел упознао Епстина почетком 1990-их на забави у Њујорку након „тешког раскида са грофом Ђанфранком Чикоњом Моцонијем“ (1962–2012) из клана CIGA Hotels.
Максвел је имала романтичну везу са Епстином неколико година почетком 1990-их и остала је блиско повезан са њим више од 25 година, све до његове смрти 2019. године.ref name="Schneier_7/15/2019"/> Природа њихове везе остаје нејасна. У исказу из 2009. године, неколико Епстинових кућних службеника је сведочило да ју је Епстин називао својом „главном девојком“ која је такође запошљавала, отпуштала и надгледала његово особље, почев од око 1992. године. Епстиново особље је такође називало „Дамом куће“ и његовом „агресивном асистенткињом“. У профилу о Епстину у часопису „Венити фер“ из 2003. године, ауторка Вики Ворд је рекла да је Епстин називао Максвела „мојим најбољим пријатељем“. Ворд је такође приметила да је Максвел изгледа „организовала велики део свог живота“.
Политико је известио да су Максвел и Епстин имали пријатељства са неколико истакнутих појединаца у елитним круговима политике, академије, бизниса и права, укључујући председнике Доналда Трампа и Била Клинтона, адвоката Алана Дершовица и принца Ендруа, војводу од Јорка.
Максвел је позната по свом дугогодишњем пријатељству са принцом Ендруом и по томе што га је пратила на друштвени догађај „проститутки и сводника“ у Њујорку. У интервјуу за BBC у новембру 2019. године, Ендру је рекао да се њих двоје познају још од Максвелове студије на Оксфорду.  Она је упознала Епстина са принцом Ендруом, и њих троје су се често дружили. Године 2000, Максвел и Епстин су присуствовали забави коју је принц Ендру организовао на имању краљице Сандрингем у Норфолку, у Енглеској, наводно поводом Максвелиног 39. рођендана. У свом интервјуу за BBC у новембру 2019. године, принц Ендру је потврдио да су Максвел и Епстин присуствовали догађају на његов позив, али је негирао да је то било нешто више од „директног викенд дружења“.
Године 1995, Епстин је преименовао једну од својих компанија у Ghislaine Corporation, са седиштем у Палм Бичу, Флорида, компанија је распуштена 1998. године. Као обучени пилот хеликоптера, Максвел је такође превозила Епстина на његово приватно карипско острво.
Године 2008, Епстин је осуђен за нуђење малолетнице на проституцију и одслужио је 13 месеци од 18-месечне затворске казне. Након Епстиновог пуштања на слободу, иако је Максвел наставила да присуствује истакнутим друштвеним догађајима, она и Епстин више нису виђени заједно у јавности.
До краја 2015. године, Максвел се углавном повукла из присуствовања јавниф друштвених догађаја.

## Грађански случајеви и оптужбе

### Грађанске парнице

#### Вирџинија Ђуфре против Максвела(2015)
Детаљи грађанске тужбе, објављени у јануару 2015. године, садржали су исказ из серије „Џејн Доу 3“ у којем је Максвел оптужена да ју је регрутовала 1999. године, када је била малолетна, и да ју је припремала да пружа сексуалне услуге Епстину:
 У судским документима, Епштајнови тужиоци тврде да је Максвел деловала као регрутер, инструктор, а у неким случајевима и као учесник у злостављању које је практиковао. Вирџинија Робертс Ђуфре, која тврди да ју је Максвел регрутовао у име Епштајна када је Ђуфри била шеснаестогодишња службеница у спа центру Мар-а-Лаго у Палм Бичу, где Епштајн има кућу, рекла је да је велики део њеног дотеривања потекао од саме Максвел. „Обука је почела одмах“, рекла је у видео интервјуу за Мајами Хералд. „Све се сводило на то како да се пуши, како да се буде тиха, покорна, да се Џефрију да оно што жели. Велики део ове обуке потекао је од саме Гислен. Као жена, помало вас изненађује да жена може да дозволи да се такве ствари дешавају. Не само да дозволи да се дешавају, већ и да вас натера да то радите.“."
У извештају Џули К. Браун из 2018. године у Мајами хералду, открило се да је Џејн Доу 3 Вирџинија Ђуфе, која је раније била позната као Вирџинија Робертс. Ђуфре је упознала Максвела у клубу Мар-а-Лаго Доналда Трампа у Палм Бичу, Флорида, када је Ђуфре била шеснаестогодишња радница у спа центру. Она је тврдила да ју је Максвел упознао са Епстином, након чега су је „њих двоје неговали за његово задовољство, укључујући лекције о Епстиновим преференцијама током оралног секса“.
Максвел је више пута негирала било какву умешаност у Епстинове злочине. У саопштењу из 2015. године, Максвел је одбацила наводе да је деловала као Епстинов сводник и негирала да је „олакшала [наводне] чинове сексуалног злостављања принца Ендруа“. Њен портпарол је рекао да су „оптужбе против Гилен Максвел неистините“ и да она „снажно пориче оптужбе непријатне природе, које су се појавиле у британској штампи и другде, и задржава право да тражи надокнаду због понављања таквих старих клеветничких тврдњи“.
Ђуфре је тврдила да су Максвел и Епстин трговали њоме и другим малолетним девојкама, често на секс журкама које је Епстин организовао у својим домовима у Њујорку, Новом Мексику, Палм Бичу и Америчким Девичанским Острвима. Максвел ју је назвала лажовкињом. Ђуфре је тужила Максвел за клевету на савезном суду у Јужном округу Њујорка 2015. године. Иако детаљи нагодбе нису објављени, у мају 2017. године случај је решен у Ђуфреину корист,] при чему је Максвел исплатиа Ђуфри „милионе“.
Ђуфреина породица је известила да је Ђуфре извршила самоубиство 25. априла 2025. године на својој фарми у Аустралији. Имала је 41 годину и троје деце.

#### Сара Ренсом против Епстина и Максвела (2017)
Године 2017, Сара Ренсом је поднела тужбу Окружном суду Сједињених Држава за Јужни округ Њујорка против Епстина и Максвелове, тврдећи да ју је Максвел ангажовао да Епстину даје масаже, а касније јој претио да ће је физички повредити или уништити њене каријерне изгледе ако не удовољи њиховим сексуалним захтевима у његовој вили у Њујорку и на његовом приватном карипском острву Литл Сент Џејмс, на Америчким Девичанским Острвима. Тужба је решена 2018. године под неоткривеним условима.

#### Изјава поднета од стране Марије Фармер (2019)
Дана 16. априла 2019. године, Марија Фармер је јавно поднела изјаву под заклетвом савезном суду у Њујорку, тврдећи да су она и њена петнаестогодишња сестра, Ени, биле сексуално нападнуте од стране Епстина и Максвела на одвојеним локацијама 1996. године. Фармерина изјава поднета је као подршка тужби за клевету коју је Вирџинија Ђуфре поднела против Алана Дершовица. Према изјави, Фармер је упознала Максвел и Епстинна на пријему у уметничкој галерији у Њујорку 1995. године. У изјави се наводи да су је лета следеће године ангажовали да ради на уметничком пројекту у вили милијардера и бизнисмена Леслија Векснера у Охају, где су је потом сексуално нападали и Максвел и Епстин. Фармер је пријавила инцидент полицијској управи Њујорка и ФБИ-ју. У њеној изјави под заклетвом је такође наведено да је током истог лета Епстин авионом одвео Ени на своје имање у Новом Мексику где су је он и Максвел злостављали на столу за масажу.
Фармер је дала интервју за емисију „CBS This Morning“ у новембру 2019. године, где је детаљно описала напад из 1996. године и тврдила да јој је Максвел претила и у каријери и у животу након напада.

#### Џенифер Араоз против Епстиновог имања, Максвел и Џејн Доу 1–3 (2019)
Дана 14. августа 2019. године, Џенифер Араоз је поднела тужбу Врховном суду округа Њујорк против Епстиновог имања, Максвела, и три неименована члана његовог особља; тужба је омогућена новим Законом о деци жртвама државе Њујорк, који је ступио на снагу истог датума. Араоз је касније изменила своју тужбу 8. октобра 2019. године именима претходно неидентификованих жена које су јој помогле, укључујући Лесли Гроф, Симберли Еспиносу и покојну Розалин Фонтанилу.

#### Присила Доу против Епстинове заоставштине (2019)
Гилен Максвел је именована у једној од три тужбе поднете у Њујорку 20. августа 2019. против заоставштине Џефрија Епстина. Жена која је поднела тужбу, идентификована као „Присила Доу“, тврдила је да је регрутована 2006. године и да ју је Максвел обучила детаљним упутствима о томе како да пружа сексуалне услуге Епстину.

#### Ени Фармер против Максвела и Епстинове заоставштине (2019)
Ени Фармер, коју је заступао Дејвид Бојс, тужила је Максвелову и Епстинову заоставштину Савезном окружном суду на Менхетну у новембру 2019. године, оптужујући их за силовање, наношење телесних повреда и незаконито затварање и тражећи неодређену одштету.

#### Џејн Доу против Максвела и Епстинове заоставштине (2020)
У јануару 2020. године поднета је тужба против Максвела и Епстина у којој се тврди да су регрутовали тринаестогодишњу ученицу музике у Интерлохен центру за уметност током лета 1994. године и подвргли је сексуалном злостављању. У тужби се наводи да је Епстин више пута сексуално злостављао Џејн Доу током периода од четири године и да је Максвел играла кључну улогу и у њеном регрутовању и учешћем у нападима. Према тужби, Џејн Доу су Епстин и Максвел циљали јер је без оца и из породице у проблемима, на сличан начин као и многе друге наводне жртве.

#### Максвел против Епстинове заоставштине, Дарен К. Индике, Ричард Д. Кан и NES LLC (2020)
Дана 12. марта 2020. године, Максвел је поднела тужбу Вишем суду на Америчким Девичанским Острвима тражећи надокнаду из Епстинове заоставштине за своје судске трошкове. Максвел је тврдила да је била дугогодишња запослена код Епстина (од 1998. до 2006. године) која је управљала његовим имањима на Америчким Девичанским Острвима, у Њујорку, Новом Мексику, Флориди и Паризу, док је настављала да негира било какво знање или умешаност у његове криминалне активности. Према тужби, Максвел је тражила одштету за судске трошкове повезане са одбраном од тужилаца, трошкове за које тврди да јој је Епстин обећао да ће их покрити.

#### Џејн Доу против Епстинове заоставштине (2021)
Максвел је именована у грађанској тужби коју је против Епстинове заоставштине поднела жена из округа Бровард у марту 2021. године, оптуживши Епстина и Максвел да су је користили у трговини људима након што су је више пута силовали на Флориди 2008. године.

### Спор око објављивања судских докумената
Дана 2. јула 2019. године, Апелациони суд САД за други округ наложио је отпечативање докумената из раније грађанске тужбе коју је против Максвела поднела Вирџинија Ђуфри. Џефри Епстин је ухапшен 6. јула 2019. године на аеродрому Тетерборо у Њу Џерзију и оптужен за трговину људима у сврху сексуалне трговине и заверу за трговину људима у сврху сексуалне трговине.] Максвел је 17. јула 2019. године затражио поновно рочиште на савезном апелационом суду, у настојању да документи који су били део тужбе Ђуфре остану запечаћени. Дана 9. августа 2019. године, прва група докумената је отпечатана и објављена из раније тужбе за клевету коју је Ђуфри поднела против Максвел. Епстин је пронађен мртав 10. августа 2019. године, након што се, како су службено изјавили, обесио у својој затворској ћелији на Менхетну.
Максвел и њени адвокати наставили су да се противе даљем објављивању судских докумената у децембру 2019. године. Ројтерс је 27. децембра 2019. потврдио да је Максвел под истрагом ФБИ-ја због олакшавања Епстинових криминалних активности. Додатни документи из тужбе за клевету у случају Ђуфри против Максвел објављени су 30. јула 2020. Документи су укључивали исказ који је дала Ђуфри и новије имејлове између Максвел и Епстина, са неким од преписки из 2015. године.
Дана 3. јануара 2024. године, преко 900 страница претходно запечаћених докумената који се односе на Ђуфрин грађански поступак против Максвел објављено је након парнице коју је покренуо Мајами Хералд, додатни документи су објављени 4. јануара.

### Покушаји да се Максвел пронађе ради уручења судских докумената
Дана 27. децембра 2019. године, Ројтерс је известио да је Максвел била међу онима који су под истрагом ФБИ-ја због помагања Епстину. Након хапшења, Максвел се скривала, комуницирајући са судовима само преко својих адвоката који су, од 30. јануара 2020. године, одбили да у њено име прихвате три тужбе против ње. Њујорк тајмс је известио да до 2016. године Максвел више није фотографисана на догађајима. До 2017. године, њени адвокати су пред судијом тврдили да не знају њену адресу, даље су изјавили да је она у Лондону, али да не верују да има стално пребивалиште.
Максвел има историју недоступности током судских поступака. Током тужбе поднете 2017. године од стране Рансома против Максвел, окружни судија Џон Г. Колтл је одобрио захтев за „алтернативну доставу“ уз образложење да су напори тужиоца да дође до Максвел стално спречавани; То је укључивало ангажовање приватне детективске фирме која је покушала да изврши доставу на три физичке адресе, слање информација на неколико имејл адреса и контактирање адвоката који активно заступају Максвелову у другој парници, а који су одбили да постану „генерални агент процеса“ како би јој пренели информације.
Према судским документима из тужбе коју је поднео Епстин против Бредлија Едвардса (заступника неколико његових тужилаца), Максвелова је 2010. године пристала да пружи исказ у случају, али је наводно напустила земљу дан пре него што је Едвардс требало да оде у Њујорк да би дао њен исказ, „тврдећи да мора да се врати у Уједињено Краљевство да би била са својом смртно болесном мајком“ без намере да се врати у Сједињене Државе. Међутим, Максвелова се вратила у року од месец дана да би присуствовала венчању Челси Клинтон.
У јануару 2020. године објављено је да је Максвелова одбила да дозволи да се њеним адвокатима доставе неколико тужби у којима је директно именована 2019. и 2020. године, укључујући једну од стране Фармера и од стране Араоза. Иако су Максвелини адвокати наставили да се залажу у њено име против објављивања додатних судских докумената из тужбе Ђуфри против Максвел, тврдили су да не знају где се она налази или да имају дозволу да прихвате тужбе поднете против ње.
Власти на Америчким Девичанским Острвима (USVI) нису успеле да пронађу Максвелову током три и по месеца колико су покушавале да јој уруче судски позив. Тужиоци Америчких Девичанских Острва сматрају Максвелову „кључним сведоком чињеница“ у њиховој тужби против Епстинове заоставштине. Судски поднесак Министарства правде Америчких Девичанских Острва, објављен 10. јула 2020. године, наводи да је Максвелова такође под истрагом због свог наводног учешћа у Епстиновој операцији трговине људима у сврху сексуалне експлоатације на Америчким Девичанским Острвима.

## Кривичне пријаве

### Хапшење и оптужница
Максвел се суочавала са сталним оптужбама за прикупљање и сексуалну трговину малолетним девојчицама за Епстина и друге, што је она негирала. Максвел је ухапшена у Бредфорду, Њу Хемпшир, од стране ФБИ-ја 2. јула 2020. године, користећи ИМСИ-хватач („стингреј“) уређај за праћење мобилног телефона на телефону који је користила да позове свог супруга Скота Боргерсона, своју сестру Изабел и једног од својих адвоката.
Тужиоци, предвођени америчким тужиоцем за Јужни округ Њујорка Одри Штраус, оптужили су Максвел за шест савезних злочина, укључујући намамљивање малолетника, трговину децом у сврху сексуалне експлоатације и кривоклетство. Оптужница је теретила да је између 1994. и 1997. године „помагала, олакшавала и доприносила“ злостављању малолетних девојчица упркос томе што је знала да је једна од три неименоване жртве имала 14 година.
Од 28. априла 2021. године, Максвел је била притворена у Метрополитанском притворском центру у Бруклину, Њујорк. Адвокати су тражили да је судија Натан пусти на слободу уз кауцију од 5 милиона долара и надзор кућног притвора док чека суђење. Максвел се појавила путем видео-линка пред судом на Менхетну 14. јула 2020. године и изјаснила се да није крива по оптужбама. Натурализована држављанка САД од 2002. године која такође поседује пасоше Француске и Уједињеног Краљевства, Максвел је одбијена кауција због ризика од бекства усред забринутости у вези са њеним „потпуно непрозирним“ финансијама, њеном вештином да живи у скривању и чињеницом да Француска не изручује своје грађане. Судија је заказао суђење за 12. јул 2021. године.
Максвелов адвокат је поновио свој захтев за пуштање уз кауцију 18. децембра 2020. године и предложио да Максвел борави код пријатеља у Њујорку док је под 24-часовним надзором док чека суђење. Њен супруг, Скот Боргерсон, дао је обезбеђену понуду од 22 милиона америчких долара како би гарантовао њено присуство на будућим појављивањима.  Дана 28. децембра 2020. године, судија је поново одбио даљи захтев за пуштање уз кауцију. Максвеловом захтеву за пуштање уз кауцију успротивила се наводна жртва Ени Фармер.
Дана 19. јануара 2021. године, судско рочиште је прекинуто од стране верника у QAnon, који верују да Максвел ради у кохорти са кликом сатанистичких либералних елита које жртвују децу и тргују децом ради секса, јер је поступак илегално преношен уживо на YouTube-у.
Дана 26. јануара 2021. године, захтев Максвелиних адвоката оспорио је њену оптужницу велике пороте, тврдећи да она не одражава етничку разноликост јурисдикције у којој се наводно догодило кршење закона.
Дана 29. марта 2021. године, амерички тужиоци су додали нове оптужбе за трговину малолетним лицем у сврху сексуалне трговине и заверу за трговину људима у сврху сексуалне трговине, тврдећи да је Максвел била умешана у припремање четврте девојчице, 14 година, да се упусти у сексуалне односе са Епстином између 2001. и 2004. године у његовој резиденцији у Палм Бичу. Максвел се изјаснила да није крива по додатним оптужбама. Суочила се са шест тачака оптужнице, укључујући трговину малолетном особом у сврху сексуалне сексуалне активности и заверу за трговину малолетном особом у сврху сексуалне сексуалне активности, поред две тачке оптужнице за кривоклетство.
Максвелини адвокати су редовно протестовали због услова њеног притвора, који су укључивали држање будном помоћу светла које јој је сијало у очи сваких петнаест минута како би се смањиле шансе за самоубиство, и ускраћивање маске за спавање. Један од њих, Дејвид Маркус, протестовао је: „Нема доказа да је самоубилачка. Они то раде зато што је Џефри Епстин умро док су они били тамо“ и „Она није Џефри Епстин, ово није исправно“.

### Суђење за трговину људима у сврху сексуалне експлоатације
У априлу 2021. године, америчка окружна судија Алисон Нејтан пресудила је да ће се Максвел суочити са два одвојена суђења, једним за оптужбе за трговину људима у сврху сексуалне сексуалне активности и другим за кривоклетство. Нејтан је одложила прво суђење до 29. новембра 2021. године након што су Максвелови адвокати одбране успешно тврдили да им нове оптужбе додате у марту 2021. године нису дале довољно времена да се припреме за суђење. Максвел се појавила на суду 15. новембра 2021. године. Суђење је почело 29. новембра уводним речима. Дванаест поротника је изабрано, плус шест заменика, из групе од четрдесет до шездесет људи.
Професорка психологије Елизабет Лофтус позвана је као вештак одбране и сведочила је о синдрому лажног памћења.
Максвел је одлучила да не сведочи, рекавши судији: „Ваша части, влада није доказала свој случај ван разумне сумње. Дакле, нема потребе да сведочим.“ Портпарол Максвелове породице је раније рекао да је она „превише крхка“ да би сведочила.
Почетком децембра 2021. године, Твитер је суспендовао налог „@TrackerTrial“, налог који је пратио суђење Максвелове. Налог је био стар две недеље и имао је 525.000 пратилаца пре суспензије.
Дана 28. децембра, како су се инфекције од Ковид 19 повећавале у граду, судија Натан је продужила време заседања пороте, јер је била забринута да би инфекције поротника могле повећати могућност поништења суђења.

#### Пресуда
Дана 29. децембра 2021. године, Максвел је осуђен од стране поротника на америчком савезном суду по пет тачака оптужнице везаних за трговину људима у сврху сексуалне експлоатације, што носи потенцијалну казну затвора до 65 година: једна за трговину малолетником у сврху сексуалне експлоатације (максимално: 40 година), једна за превоз малолетника са намером да се упусти у криминалну сексуалну активност (10 година) и три за заверу за извршење кривичних дела (укупно 15 година).
Максвел је ослобођен оптужби за навођење малолетника на путовање ради учешћа у илегалним сексуалним радњама. Максвелова породица је саопштила да је процес жалбе почео.
Једини сведок који је користио своје право име током сведочења, Ени Фармер, проговорила је након суђења рекавши: „Надам се да ће ова пресуда донети утеху свима којима је потребна... Чак ће и они са великом моћи и привилегијама бити одговорни када сексуално злостављају и експлоатишу младе.“
Поновно суђење је затражено на основу тога што поротник није открио током избора пороте да је био сексуално злостављан као дете. Он је поделио причу о том злостављању са другим поротницима током поступка.[145] Дана 1. априла 2022. године, судија је утврдио да поротников пропуст да открије своје злостављање као детета не захтева ново суђење и одбацио је Максвелов захтев за поништење пресуде.
Дана 29. децембра 2021. године, Максвел је осуђена од стране поротника у америчком савезном суду. Дана 28. јуна 2022. године, Максвел је осуђена на 20 година затвора. тужиоци су тражили казну од најмање 30 година. Жалила се на претње које су јој стизале од стране затворског особља у данима пре изрицања пресуде, али није дала детаље о природи претњи. Иако је 24. јуна стављена под надзор због могућности самоубиства, рекла је психијатријском тиму да није суицидална. Захтев њених адвоката за одлагање изрицања казне у вези са тим је одбијен. Жалила се на пресуду 7. јула. She appealed the conviction on 7 July. Дана 25. јула 2022. године, Максвел је пребачена из Метрополитан притворског центра у Бруклину у савезни затвор ниског обезбеђења за затворенице у FCI Талахаси. Планирано је да буде пуштена на слободу 17. јула 2037. године.  У августу 2022. године, њени бивши адвокати су тужили Максвелову, тврдећи да није платила 878.000 долара судских трошкова.
Дана 17. септембра 2024. године, троје судија Другог окружног апелационог суда САД на Менхетну потврдило је пет осуђујућих пресуда и казну Максвелове. Као одговор, њен адвокат је рекао да ће се жалити Врховном суду САД.

### Суђење за кривоклетство
Максвел се суочавала са другим кривичним суђењем за кривоклетство по две тачке оптужнице, да је лагала под заклетвом током грађанске парнице 2015. године о Епстиновом злостављању малолетних девојчица. Свака тачка оптужнице носи максималну казну од пет година затвора. Тужиоци су рекли да ће оптужбе за кривоклетство бити одбачене ако јој буде изречена казна на време. Након захтева за ново суђење, поднетог под печатом, тужиоци су 4. фебруара 2022. рекли судији да Максвелини аргументи за поновно суђење морају бити „јавно забележени“, судија је рекао да разлози за подношење поднеска под печатом морају бити објављени.

## Пројекат ТераМар
Максвел је 2012. године основала пројекат „TerraMar”, непрофитну организацију која се залагала за заштиту океана. Одржала је предавање за TerraMar на Универзитету Тексаса у Даласу и TED говор на TEDx Charlottesville 2014. године. Максвел је пратила Стјуарта Бека, члана одбора TerraMar-а из 2013. године, на два састанка Уједињених нација како би разговарали о пројекту.
Пројекат TerraMar је објавио своје затварање 12. јула 2019. године, мање од недељу дана након што су оптужбе за трговину људима у сврху сексуалне експлоатације које су подигли савезни тужиоци Њујорка против Епстина постале јавне. Повезана компанија са седиштем у Великој Британији, Terramar (UK), навела је Максвел као директора. Захтев за затварање организације у Великој Британији поднет је 4. септембра 2019. године, а прво обавештење у The London Gazette објављено је 17. септембра 2019. године. Компанија Terramar (UK) је званично наведена као распуштена 3. децембра 2019. године.

## Максвел приватно
Најмање од 1997. године, Максвел је имала пребивалиште у Белгравији, Лондон. Године 2000, Максвел се преселила у градску кућу од 650 м² у улици Ист 65, Њујорк, мање од 10 блокова од Епштајнове виле. Максвелову градску кућу је купило анонимно друштво са ограниченом одговорношћу за 4,95 милиона америчких долара, са адресом која се поклапа са канцеларијом компаније „J. Epstein & Co”. Купца је заступао Дарен Индик, Епстинов дугогодишњи адвокат. У априлу 2016. године, некретнина је продата за 15 милиона америчких долара.
Након свог личног и професионалног ангажовања са Епстином, Максвел је неколико година била романтично повезана са Тедом Вејтом, оснивачем компаније „Gateway Computers”. Присуствовала је венчању Челси Клинтон 2010. године као Вејтова гошћа. Максвел је помогао Вејту да набави и реновира луксузну јахту, „План Б“, и користио ју је за путовања у Француску и Хрватску пре него што је њихова веза окончана, крајем 2010. или почетком 2011.
Дана 15. августа 2019. године, појавили су се извештаји да Максвел од 2007. године живи у Манчестеру поред мора, Масачусетс, у кући Скота Г. Боргерсона, сталног сарадника Савета за спољне односе. У октобру 2020. године, због публицитета око Максвела, Боргерсон је поднео оставку на место извршног директора „CargoMetrics”-а, хеџ-фонда који је основао.  Максвел и Боргерсон су описани као људи који су били у романтичној вези неколико година. Мештани града Манчестер-бај-д-Си рекли су да се Максвел држала по страни, да се користила „Џи“ уместо пуног имена и да је неколико пута виђена како шета пса расе Вижла плажом.
Боргерсон и Максвел су поднели документа Земљишном суду Масачусетса о Боргерсониној резиденцији, познатој као Фипин Хаус, током грађанског спора са комшијама у вези са укинутим правима приступа већем имању Шарксмут 2019. године. Управник суседне некретнине потврдио је да Максвел и Боргерсон живе заједно на предметној некретнини. Други су рекли да су више пута виђене како трче заједно ујутру.
Боргерсон је у августу 2019. изјавио да Максвел тренутно не живи у кући и да не зна где се она налази. Дана 15. августа 2019. године, Њујорк пост је објавио фотографије Максвел како руча у ресторану брзе хране у Лос Анђелесу, тврдећи да је „Пост пронашао да се чланица високог друштва крије на видном месту на најмање вероватном замисливом месту, у ресторану брзе хране у Лос Анђелесу“. Касније се показало да су фотографије снимљене на састанку са Максвеловом пријатељицом и адвокатицом Лијом Сафијан, која је такође дала друге слике The Daily Mailу.
Максвел се преселила на удаљено имање од 63 хектара у Бредфорду, Њу Хемпшир, крајем 2019. године, где је користила бивше британско војно особље као лично обезбеђење до хапшења у јулу 2020. године. У време њеног извођења пред суд, савезни тужиоци су изјавили да је Максвел била удата. Није открила идентитет свог супружника, нити њихове финансије. У децембру 2020. године, сазнало се да се удала за Боргерсона 2016. године.